# Віденський S-Bahn
Віденський S-Bahn (нім. Wiener S-Bahn, Schnellbahn) — система примісько-внутрішньоміського залізничного транспорту (S-Bahn) в Відні, її агломерації та прилеглих землях Австрії. Входить до складу державних Австрійських залізниць (Österreichischen Bundesbahnen, ÖBB). Інтегрована в систему міського транспорту Відня, в тому числі єдиним пасажирським квитком в рамках т. з. Східного транспортного об'єднання (VOR, Verkehrsverbund Ost Region). Пасажиропотік — близько 300000 чол/день.

## Мережа
Система нумерації маршрутів була скоригована в 2005 році так, що номер маршруту однозначно відповідає місцю призначення поїзда.

### Стовбуровий коридор
Ядро системи — т. з. Stammstrecke, стовбуровий коридор — дуга довжиною 14 км, що охоплює центральні райони міста з півночі, сходу і півдня. Шляхи по цій трасі вперше прокладені в 1838 - 1841 роках. Електропоїзди йдуть по коридору з інтервалом 7.5 хвилин. Дві історичні станції, Strandbäder і Radetzkyplatz, закриті, і сьогодні в коридорі вісім станцій:
- Floridsdorf, пересадка на U-Bahn (U6)
- Handelskai, пересадка на U-Bahn (U6)
- Traisengasse
- Praterstern, пересадка на U-Bahn (U1, U2)
- Wien Mitte, пересадка на U-Bahn (станція Landstraße U3, U4) і швидкісні потяги в аеропорт Швехат
- Rennweg
- Quartier Belvedere
- Hauptbahnhof, пересадка на U-Bahn (U1) і на поїзди далекого прямування
- Matzleinsdorfer Platz
- Meidling, пересадка на U-Bahn (U6)

### Місцеві внутрішньоміські лінії

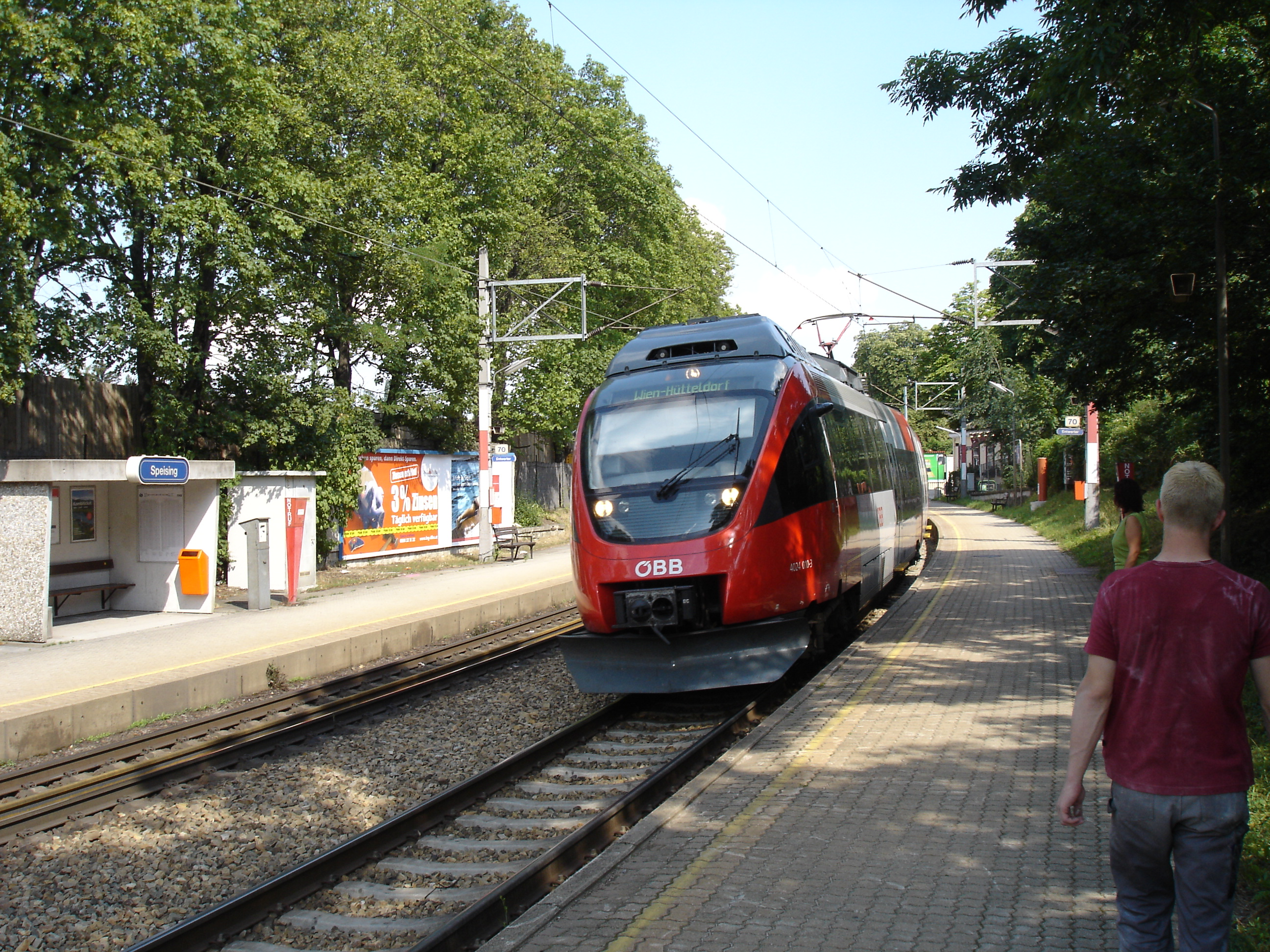
Станція Speising

В межах Відня діє історична залізнична лінія:
- S45 Handelskai - Hütteldorf - колишня заміська лінія (Vorortslinie) Віденського Штадтбана - замикає дугу стволового коридору із заходу. Довжина 15,5 км, інтервал руху по буднях 10, у вихідні 15 хвилин. Дорога, що прорізана в 1890-их рр. через передгір'я Каленберга і Лайнцського лісу, знаменита своїми видами, архітектурою Отто Вагнера і щільністю інженерних споруд.

### Приміські напрямки
- S1 — Вінер-Нойштадт — Gänserndorf (Гензерндорф), 85 км.
- S2 — Вінер-Нойштадт — Laa an der Thaya (Ла-ан-дер-Тайя, кордон з Чехією), 130 км.
- S3 — Вінер-Нойштадт — Hollabrunn (Голлабрунн), 105,5 км, Вінер-Нойштадт — Absdorf-Hippersdorf, 97 км.
- S7 — Floridsdorf — Wolfsthal (Волфсталь) через аеропорт Швехат, 63 км. З цього ж коридору, за окремим розкладом, ходить швидкісний поїзд (CAT) до аеропорту, 20 км.
- S40 — історична дорога Франца Йосифа I в Санкт-Пельтен, 79,5 км.
- S50 — Westbahnhof — Rekawinkel, 24,5 км.
- S60 — Bruck an der Leitha (Брук-ан-дер-Лайта) — Neusidlersee, 80 км.
- S80 — Вінер-Нойштадт — Hirschstetten, 67 км.

## Порядок оплати і користування
В межах міста Відня, для проїзду на S-Bahn потрібен звичайний внутрішньо квиток, який діє на всіх видах громадського транспорту. Пасажир зобов'язаний самостійно прокомпостувати квиток на початку поїздки (разовий квиток дійсний протягом півтори години з моменту компостування), або на початку першої поїздки (квиток на весь день, 8-денні квитки і т. п. ). На відміну від австрійських поїздів далекого прямування, «просто купити» квиток у контролера в поїзді не можна.